# 北京大学医学部公共教学部
北京大学医学部公共教学部承担北京大学医学部所有非医学课程的教学任务，包括人文科学、政治类课程、心理学课程、数学、英语以及体育课的教学等，成立于2002年7月。北京大学医学人文研究院成立于2008年4月。

## 历史
2000年北京医科大学与北京大学合并，成为新的北京大学，原北京医科大学成为北京大学医学部（简称北医）。
北京大学医学部公共教学部由原来的北京医科大学社文部、外语教学部、体育部、基础医学院数学教研室、物理教研室和计算机教研室合并，定名北京大学医学部公共教学部，2002年7月正式成立。该部位于北京大学医学部逸夫楼7楼。公共教学部设5个系：哲学与社会科学系、医学人文学系、医用理学系、应用语言学系、体育学系。设一个五年制本科专业：生物医学英语。硕士、博士阶段的专业有：科学技术史、应用心理学、应用伦理学、医学社会学、思想政治教育。公共教学部设有四个校级的研究中心：北京大学医史学研究中心、北京大学临床心理中心、北京大学医学部性学研究中心、北京大学医学部中美医师职业精神研究中心。
2008年4月，北京大学医学人文研究院成立，设7个研究中心：医学史与医学哲学研究中心、医学心理学研究中心、医学伦理与法律研究中心、健康与社会发展研究中心、医学文化与健康传播研究中心、医学美学研究中心以及数据与案例管理中心。
2002年，在原北京医科大学外语部的基础上成立了应用语言学系，开设了生物医学英语专业（Biomedical English），简称医英(BME)。该专业为五年制本科，学生修满所需学分和课程，完成毕业论文后可获得文学士学位（因故将于2013改授理学士学位）。开办10年至今，培养出2002-2007级6级学生共200余人。